# Orchard Lake (Michigan)
 (août 2024).
Orchard Lake est un lac d'environ 3 km2 situé dans le Comté d'Oakland dans l'État du Michigan, aux États-Unis. Le lac se situe au sein d'Orchard Lake Village. Il a une profondeur maximale de 34 m ainsi qu'une altitude s'élevant à 283 m. Orchard Lake est le deuxième plus grand lac et le troisième lac le plus profond du Comté d'Oakland.
Le lac détient une île de 14 hectares en son sein, Apple Island. L'île était fréquemment habitée par des Amérindiens locaux avant l'arrivée des colons Occidentaux, qui plantèrent un verger de pommiers sur l'île, donnant le nom actuel de l'île. Apple Island est désormais abandonnée et fût désignée réserve naturelle protégée. Une autre île, Cedar Island, se situe à côté de la rive ouest du lac. 
Le campus de l'ancienne Académie militaire du Michigan se situe sur la rive nord-est du lac.